# Бондар Євген Іванович
Євген́ Іва́нович Бо́ндар — полковник Збройних сил України, учасник російсько-української війни.

## З життєпису
Станом на червень 2014 року — заступник командира 128-ї окремої гірсько-піхотної бригади по роботі з особовим складом .

## Нагороди
За особисту мужність і героїзм, виявлені у захисті державного суверенітету та територіальної цілісності України, вірність військовій присязі під час російсько-української війни
- орденом Богдана Хмельницького III ступеня (27.6.2015).